# Partimento
Il partimento è uno strumento di pedagogia musicale utilizzato tra il 1700 e il 1800 per insegnare armonia, contrappunto e improvvisazione. Di aspetto si presenta molto simile alla pratica del basso continuo e può essere cifrato o non cifrato.

## Storia
La pratica del partimento fu introdotta all'interno dei conservatori napoletani nel tardo 1600 da Alessandro Scarlatti (il quale a sua volta la ereditò da Bernardo Pasquini) per poi spandersi successivamente in tutta Europa. Molte furono le raccolte di partimenti scritte dai maestri per gli allievi dei conservatori: Francesco Durante, Fedele Fenaroli, Giovanni Paisiello, Giacomo Tritto e Stanislao Mattei. Molti furono i compositori italiani e stranieri che si son formati con questa pratica anche nei secoli successivi: Giovanni Battista Pergolesi, Domenico Cimarosa, Vincenzo Bellini, Gaetano Donizetti, Gaspare Spontini e Gioacchino Rossini.
Contrariamente a quanto si possa pensare il partimento ha avuto un decorso storico singolare: le sue tracce son andate perdendosi per via della propria testualità criptica e tramandata spesso tramite i soli appunti contenuti nei quaderni degli allievi dei conservatori. Una recente ondata di studi musicologici e pedagogici, dagli anni 2000, ha permesso la riscoperta di questa pratica che, ai più, rimaneva ancora sconosciuta.

## Funzionamento
Il partimento è da considerare una guida di carattere pratico-operativo per aiutare gli studenti a padroneggiare elementi e modelli teorici di composizione (contrappunto, fuga), armonia e accompagnamento estemporaneo.
Gli esercizi venivano somministrati agli allievi con difficoltà sempre crescente, partendo dalle regole base (semplici cadenze, la regola dell'ottava) per arrivare ai gradi di difficoltà maggiori dei partimenti-fuga.